# Louis van de Goor
Louis van de Goor, né le 25 décembre 1915, à Bruxelles, en Belgique, est un ancien joueur belge de basket-ball.